# Robert Lowth
Robert Lowth (Hampshire, 27 novembre 1710 – 3 novembre 1787) è stato un vescovo anglicano e scrittore inglese.

## Biografia
Vescovo della Chiesa d'Inghilterra, fu anche docente di poesia all'Università di Oxford.
Figlio di William Lowth, studiò al Winchester College e poi al New College di Oxford, ottenendo in seguito la bachelor nel 1733.
Nel 1752, dopo aver lasciato il suo lavoro di professore all'università di Oxford, si sposa con Mary Jackson, in seguito ottenne un dottorato in teologia.  Nel 1766 fu consacrato vescovo di St David's.
Nel 1754 pubblicò le Praelectiones Academicae de Sacra Poesi Hebraeorum (Sulla poesia sacra degli Ebrei), che fu tradotta in inglese da George Gregory nel 1787 come "Lectures on the Sacred Poetry of the Hebrews".